# 三瀬村 (佐賀県)
三瀬村（みつせむら）は、佐賀県神埼郡にあった村。
2005年10月1日に佐賀市・諸富町・大和町・富士町と合併（新設合併）し、佐賀市となった。以下、消滅前日までの情勢を記す。

## 地理
佐賀県北部、脊振山地の中にある。嘉瀬川が村の中を通り、この川が東の富士町に入るところに、北山ダムによって作られた北山湖がある。
三瀬という地名は、高瀬川、鳴瀬川、初瀬川の三つの川が流れていることに由来している。
福岡市に隣接しているが、脊振山地で隔てられているため福岡都市圏の中には入っていない。
- 山岳：金山 (967m)
- 河川：嘉瀬川

### 隣接していた自治体・行政区
- 神埼郡脊振村
- 佐賀郡大和町
- 佐賀郡富士町
- 福岡市（早良区）

## 歴史

### 近現代
- 1889年（明治22年）4月1日 町村制施行に伴い、藤原山村・三瀬山村・杠山村が合併して三瀬村が発足。
- 2005年（平成17年）10月1日 - 佐賀市・諸富町・大和町・富士町と合併（新設合併）し、佐賀市となった。

### 字の変遷
| 1868年(明治初年)時点 | 1868年(明治初年)時点 | 1889年 - | 1889年 - | 1889年 - | 2005年 - 。 | 2005年 - 。 |
| 神埼郡               | 藤原山               | 神埼郡   | 三瀬村   | 大字藤原 | 佐賀市      | 三瀬村藤原  |
| 神埼郡               | 三瀬山               | 神埼郡   | 三瀬村   | 大字三瀬 | 佐賀市      | 三瀬村三瀬  |
| 神埼郡               | 杠山                 | 神埼郡   | 三瀬村   | 大字杠   | 佐賀市      | 三瀬村杠    |

佐賀市への合併後、住所表示に「村」を残すために、住所表示では「大字」を外す形となった。

## 地域

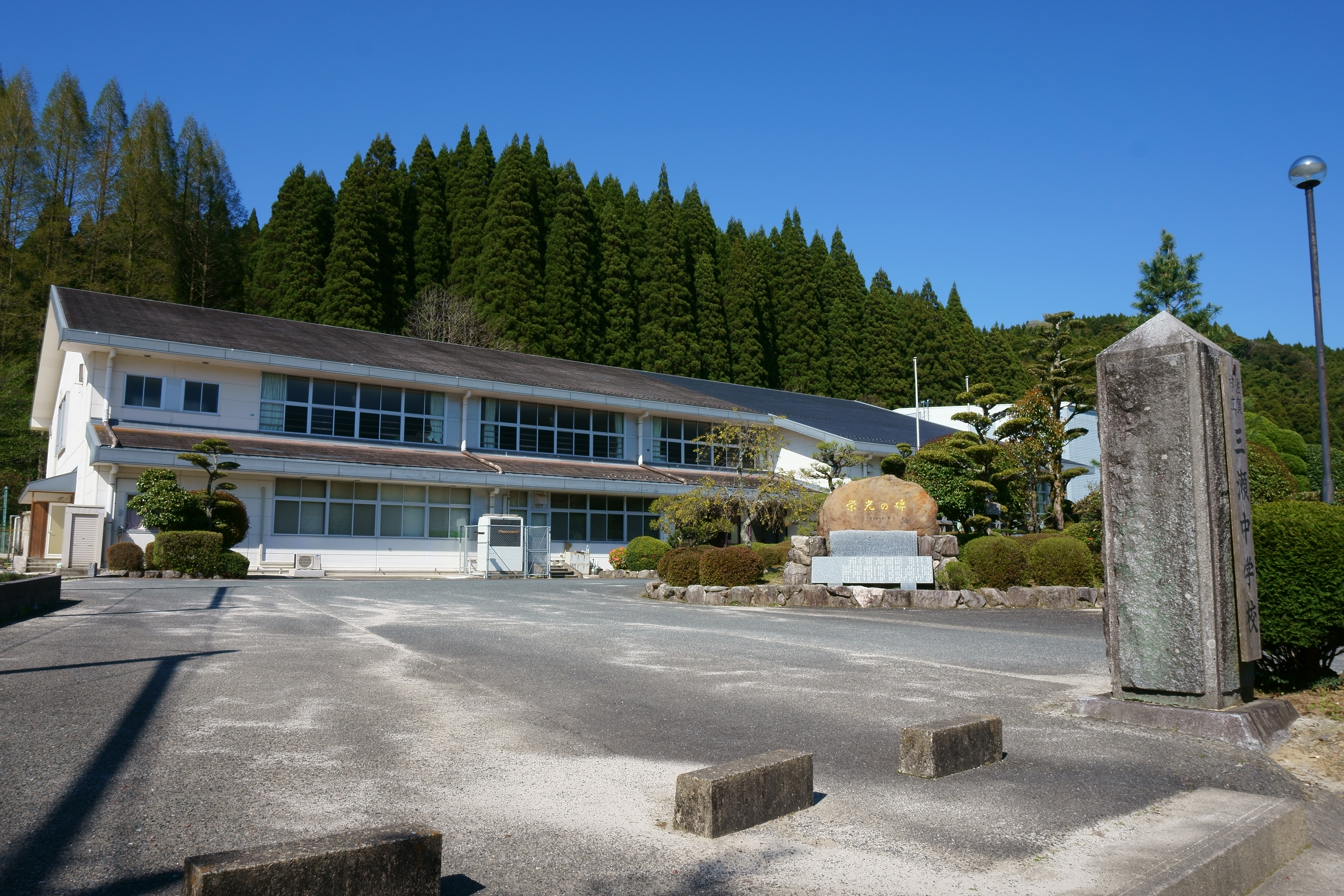
三瀬村立三瀬中学校

### 教育

#### 小・中学校
村立
- 三瀬中学校
- 三瀬小学校

## 交通

### 空港
最寄り空港は佐賀空港または福岡空港。

### 鉄道
村内を鉄道路線は通っていない。最寄り鉄道駅はJR九州長崎本線佐賀駅。

### バス路線

#### 一般路線バス
- 昭和自動車

### 道路

#### 一般国道
- 国道263号
  - 有料区間：三瀬トンネル

#### 主要地方道
- 佐賀県道21号三瀬神埼線
- 佐賀県道39号富士三瀬線
- 佐賀県道46号中原三瀬線

## 名所・旧跡・観光スポット・祭事・催事
- 三瀬ルベール牧場 どんぐり村
- 三瀬温泉やまびこの湯
- キャンプ場 - 北山、山中、井手野
- 観光農園 - リンゴ、栗
- 洞鳴の滝 - 小水力発電所を併設[3]

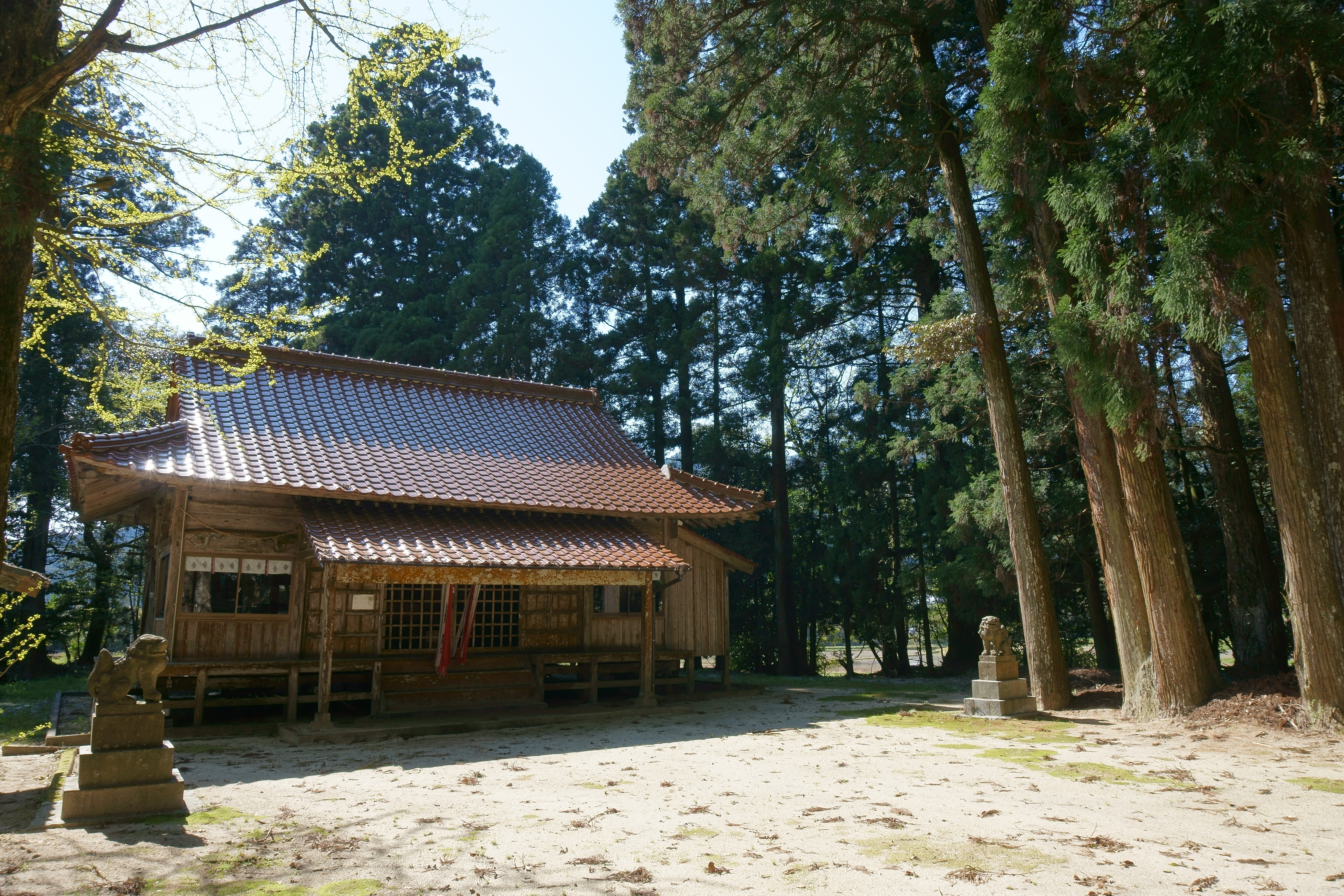
杉神社

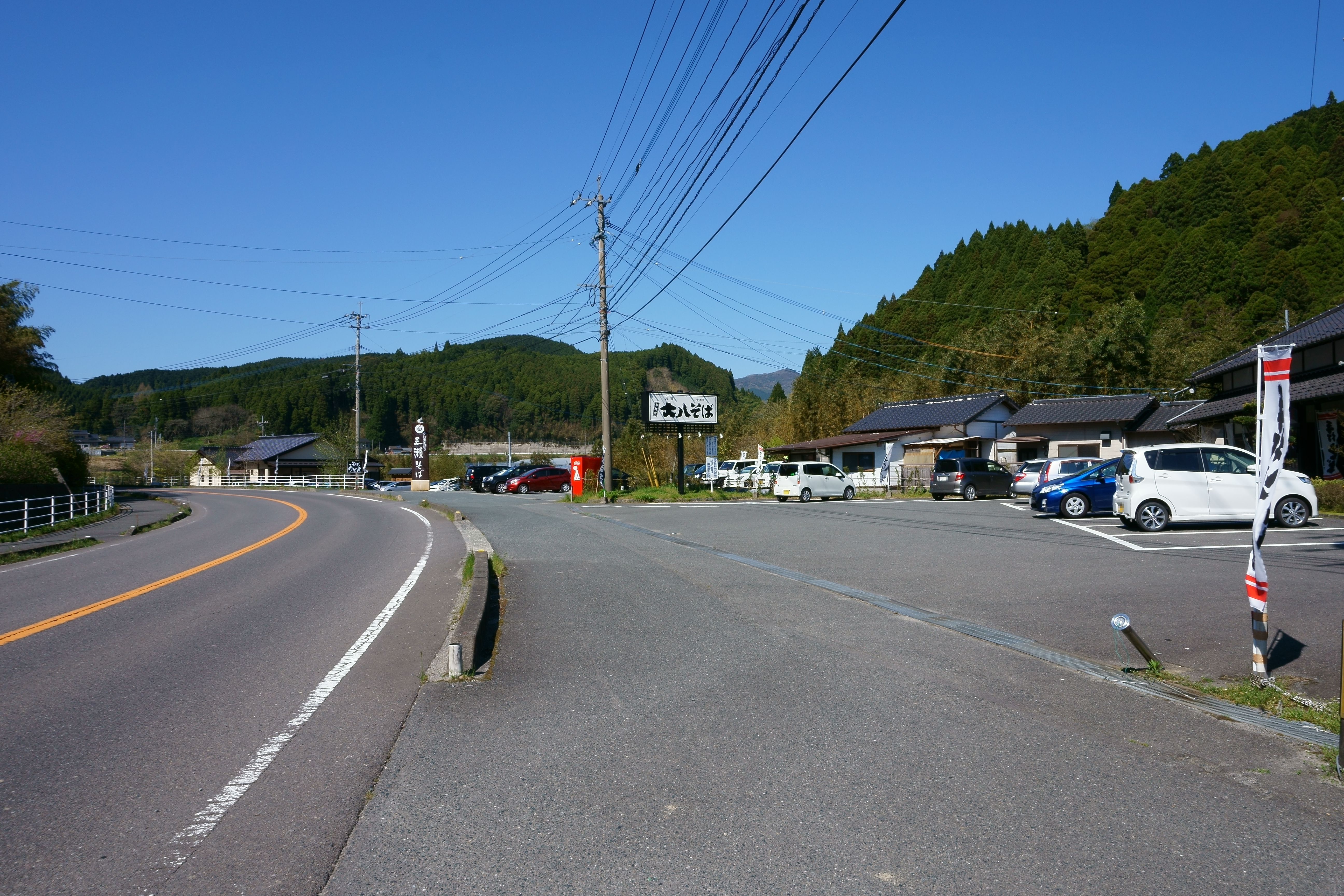
国道沿いに並ぶそば店
（三瀬そば街道）

- 杉神社 - 杉の社叢を持つ神社[4]。樹齢推定800年の保存樹がある[5]。
- 三瀬峠
- 脚気地蔵尊 - 金山山麓の山中集落にある地蔵堂。毎年7月24日に地蔵祭りが開かれる。脚気の効能の謂れがあるとされる（足手荒神の類型）[6][7]。

## 姉妹村
- キュサック＝フォール＝メドック（フランス） - 交流事業では「クサック村」と表記。どんぐり村開設に向けた観光開発研究で交流が始まり、1988年に姉妹村として提携。ワインの輸入、中学生の交流などが行われている[8]。